# Antropologia

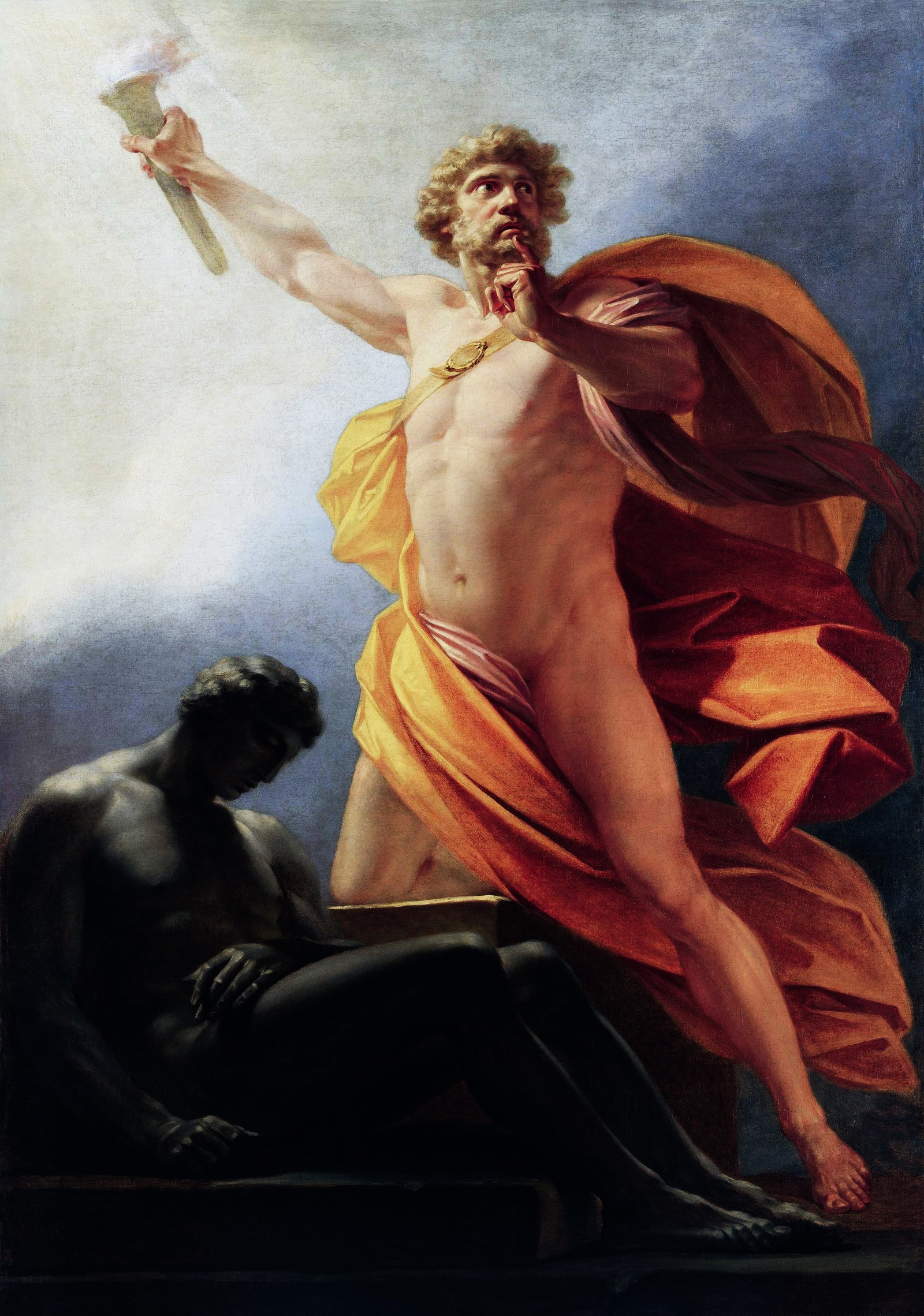
Prometeo porta il fuoco all'umanità, di Heinrich Friedrich Füger (1817). Prometeo è stato talvolta citato dagli antropologi in quanto simbolo mitico della coscienza e del pensiero dell'uomo sul mondo e su di sé.

L'antropologia (dal greco ἄνθρωπος, ànthropos, "uomo", e λόγος, lògos, "discorso, dottrina", quindi letteralmente: "studio dell'uomo") è una branca scientifica sviluppatasi in particolar modo in epoca moderna che studia l'essere umano sotto diverse prospettive (sociale, culturale, morfologica, psicoevolutiva, sociologica, artistico-espressiva, filosofico-religiosa), indagando i suoi vari comportamenti all'interno della società. Nata come disciplina interna alla biologia, ha acquisito in seguito anche un importante valore umanistico.
Esistono diversi ambiti dell'antropologia: l'antropologia sociale studia i modelli di comportamento, mentre l'antropologia culturale studia il significato culturale, comprese le norme e i valori. Oggi è comunemente usato il termine di "antropologia socioculturale". L'antropologia linguistica studia come il linguaggio influenzi la vita sociale. L'antropologia biologica o fisica studia lo sviluppo biologico degli esseri umani.
L'antropologia archeologica invece, spesso definita come "antropologia del passato", studia l'attività umana attraverso l'indagine di prove fisiche. È considerata una branca dell'antropologia in Nord America e Asia, mentre in Europa l'archeologia è vista come una disciplina a sé stante o raggruppata in altre discipline correlate, come la storia.

## Storia
Già gli antichi Egizi avevano l'abitudine di distinguere le differenze tra i popoli, raffigurando i nemici catturati con un colore della pelle diverso, come ad esempio i Libici dalla pelle chiara, ed evidenziando inoltre usanze e tratti fisici differenti, come la barba lunga degli stessi uomini libici, ma bisognerà attendere gli studi dello storico e geografo greco Erodoto di Alicarnasso, per poter leggere una descrizione dei caratteri di varie popolazioni antiche (Etiopi, Greci, Egizi, Sciti), nella quale l'autore distinse tra i caratteri fisici e quelli etnografici.
Uno dei primi precursori dell'antropologia, nell'antichità fu Aristotele, che si preoccupò di classificare il mondo zoologico, comprendente l'uomo animale ragionevole. Le conoscenze dei tipi umani si approfondirono grazie agli studi dei medici Ippocrate e Galeno e ai racconti dei viaggiatori, da Marco Polo a Magellano.
Nel XVII secolo, in uno studio sulle Antille, il padre domenicano Jean-Baptiste Du Tertre (1610-1687) descrisse in chiave antropologico-razziale gli abitanti di quelle isole. Nel Settecento Linneo istituì una catalogazione delle varietà umane imperniata sia sui caratteri fisici sia su quelli morali o etnologici e l'antropologia ottocentesca ricevette un grande sviluppo grazie alle ricerche fornite, qualche anno prima, da Buffon (1707-1788), basate sul concetto di razza umana e dalla teoria dell'adattamento ai vari ambienti naturali. Seguirono Lamarck (1744-1829), Blumenbach (1752-1840), con le sue norme descrittive del cranio, Paul Broca (1824-1880) e la craniometria, Léonce Manouvrier (1850-1927) con la focalizzazione dei rapporti tra morfologia e funzionalità.
In Italia si misero in evidenza, oltre al caposcuola Giustiniano Nicolucci (1819-1904), che nel 1857 scrisse il primo trattato italiano di antropologia ed etnologia; Giuseppe Pitrè (1841-1916) considerato il più importante antropologo italiano, anche Paolo Mantegazza (1831-1910) ed Enrico Morselli (1852-1929).

### Fondazione dell'antropologia: Morgan e Tylor
(Marc Augé)

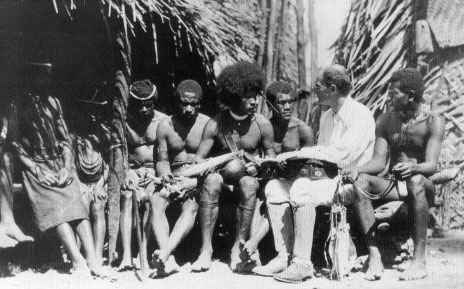
Malinowski fotografato tra i trobriandesi

La nuova scienza antropologica (basata sull'analisi delle strutture sociali dei popoli arcaici) ebbe un inizio promettente con Lewis Henry Morgan (1818-1881) ed Edward Burnett Tylor (1832-1917), i quali, nei loro studi sugli amerindi e su altre popolazioni primitive, rivelarono la comune struttura sociale di tribù di diversi paesi: una struttura caratterizzata da un sistema complesso di rapporti, spesso matrilineari e dalla mancanza di proprietà privata e di un apparato repressivo (prigioni, polizia, ecc. L.H. Morgan, Ancient society, Londra, 1877; E.B. Tylor, Anahuac, Londra, 1861). Questo fu per loro lo stato primitivo della nostra civiltà, corrispondente all'antica organizzazione sociale della Grecia antica e di Roma antica.
Ma questa traccia, che minacciava di minare alla sua stessa base la morale, la proprietà privata e lo Stato borghese, era troppo pericolosa per gli antropologi accademici, i missionari, gli esploratori che avevano raccolto le prime informazioni dirette sulle civiltà selvagge. Anche questo compito fu lasciato a Marx e a Engels. Da parte sua, la scienza borghese preferì porsi sul terreno del comparativismo di James Frazer (1854-1941) e di Edvard Westermarck (1862-1939) e limitarsi alla raccolta di oggetti d'arte e folclore, alla ricerca delle origini razziali attraverso la misurazione dei crani. Col miglioramento delle comunicazioni e con l'intensificarsi dello sfruttamento coloniale che caratterizzarono gli ultimi decenni dell'Ottocento, i contatti con i popoli primitivi si moltiplicarono.
E sebbene nella maggior parte dei casi questi contatti avvenissero unicamente in funzione dello sfruttamento e dello sterminio delle popolazioni indigene, resero anche possibile una maggiore conoscenza dei loro costumi e delle loro credenze. I primi studi antropologici sul posto furono quelli effettuati nel 1871 da Nikolaj Miklucho-Maklaj (1846-1888) nella Nuova Guinea e da una spedizione zoologica nello stretto di Torres e nella Nuova Guinea (1898-1899). Di questa fecero parte Alfred Cort Haddon (1855-1940) e William Rivers (1864-1922). Dal suo canto, Robert Henry Codrington studiò su isole della Melanesia, scoprendo il mana. Ma neanche di queste osservazioni dirette, che valsero a confermare lo schema di organizzazione tribale fornito da Morgan e Tylor, si seppe dare altro che un'interpretazione psicologica, mentre gli aspetti economici seguitarono a essere trascurati.
Con il grande contributo di studiosi come Bronisław Malinowski ci si avvierà verso una nuova stagione antropologica e si potrà parlare di nuovi modelli di studio. L'antropologia si muove dalla vecchia prassi, essere antropologo a inizio Novecento significa andare verso le realtà di cui si parla, verificare, riportare, immedesimarsi: nasce la cosiddetta osservazione partecipante, ovvero la capacità di calarsi a fondo in un ambiente sociale diverso dal proprio con il fine di riportare in maniera oggettiva e scientifica ciò che si osserva. Malinowski fu anche tra i primi a usare nuovi mezzi per ottenere informazioni, per esempio apparecchi di registrazione, strumenti per filmare e soprattutto la macchina fotografica. Oltre a ciò, il grande studioso tenne numerosi diari di appunti sulla popolazione delle Trobriand (il locus antropologico di Malinowski) che saranno pubblicati dopo la sua morte e che rivelarono la grande difficoltà di immedesimarsi dell'antropologo in contesti lontani e molto diversi dal proprio, oltre al fatto dell'impossibilità di riportare oggettivamente certe realtà.

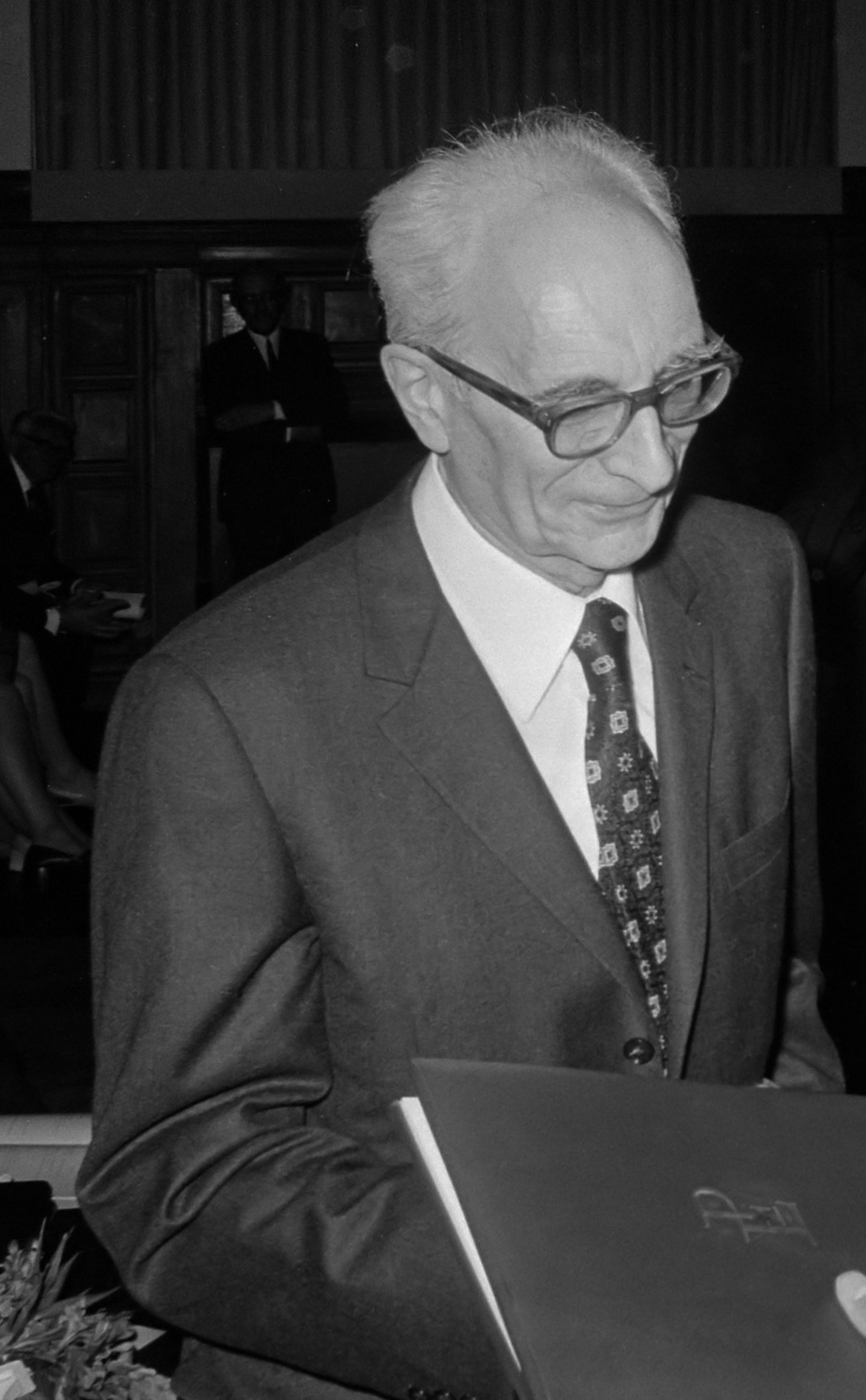
Claude Lévi-Strauss

Negli anni sessanta e anche precedentemente, le discipline antropologiche subirono ulteriori cambiamenti, uno dei più clamorosi fu l'unione con la linguistica (la linguistica strutturale di Saussure) operata da Claude Lévi-Strauss con la finalità di superare il pregiudizio etnocentrico occidentale e arrivare a riconoscere la presenza di strutture comuni a tutti gli uomini, idea criticata in modo diverso da tutti i post strutturalisti.

## Studio
Nella contemporaneità, dal punto di vista accademico, l'antropologia è suddivisa, nella tradizione di studi italiana, in due aree principali:
- l'antropologia fisica (o "antropologia biologica"), che studia l'evoluzione e le caratteristiche fisiche degli esseri umani, la genetica delle popolazioni e le basi biologiche dei comportamenti della specie umana e dei suoi parenti più stretti, le grandi scimmie (primatologia);
- le discipline demo-etno-antropologiche, che si occupano degli aspetti socio-culturali, ecc. (ad esempio le reti di relazioni sociali, i comportamenti, usi e costumi, gli schemi di parentela, le leggi e istituzioni politiche, le ideologie, religioni e credenze, gli schemi di comportamento, i modi di produzione e consumo o scambio dei beni, i meccanismi percettivi, le relazioni di potere). Grande importanza ha per tale area di studi la ricerca etnografica, spesso considerata come base imprescindibile per riflessioni teoriche ed eventuali comparazioni.

Generalmente, quando viene utilizzato il termine antropologia senza specificazioni, ci si riferisce a questo secondo gruppo.
Le definizioni "antropologia culturale", di derivazione statunitense, "antropologia sociale", di provenienza britannica, ed "etnologia", di scuola francese, vengono spesso utilizzate per riferirsi genericamente al campo di studi delle scienze antropologiche o etnoantropologiche. L'utilizzo di queste etichette comporta diverse letture teoriche dell'antropologia, che possono essere in linea di massima messe in relazione con le diverse tradizioni di studi. Tuttavia, vi è ampio consenso nella contemporaneità nell'individuare un'unità epistemologica di fondo del campo disciplinare.
In Italia si tende quindi a preferire la dizione "scienze (o discipline) etnoantropologiche" per evitare le implicazioni teoriche della scelta tra etnologia e antropologia sociale e culturale. In accordo con questa tendenza la voce enciclopedica di riferimento per tale campo di studi è scienze etnoantropologiche, e in essa viene trattata la storia della disciplina.

### Considerazioni generali
Data l'enorme varietà di fenomeni che ricadono nel campo di interesse di questa disciplina e in seguito a evoluzioni storiche delle configurazioni e delle politiche accademiche e no, relative a essa, proliferano le direzioni di ricerca ed esiste, di conseguenza, una grande varietà di sottodiscipline istituzionalizzate in corsi e specializzazioni nelle università di tutto il mondo (per citarne solo alcune: antropologia visuale; antropologia dello Stato; antropologia economica; antropologia amazzonica; antropologia dello sviluppo; antropologia delle organizzazioni, ecc.).
La grande quantità di sottodiscipline e campi di interesse che caratterizza l'antropologia culturale e sociale deve la sua esistenza principalmente alla crisi di due pilastri delle costruzioni teoriche di entrambe: gli stessi concetti di "cultura" e "società". D'altra parte va pur tenuto presente che una qualsiasi società si esprime all'interno di una cultura e una cultura crea il proprio esoscheletro nella società. L'antropologia è quindi "un sapere di frontiera", in quanto “nasce sulla frontiera tra culture diverse”.

### Fondamenti filosofici

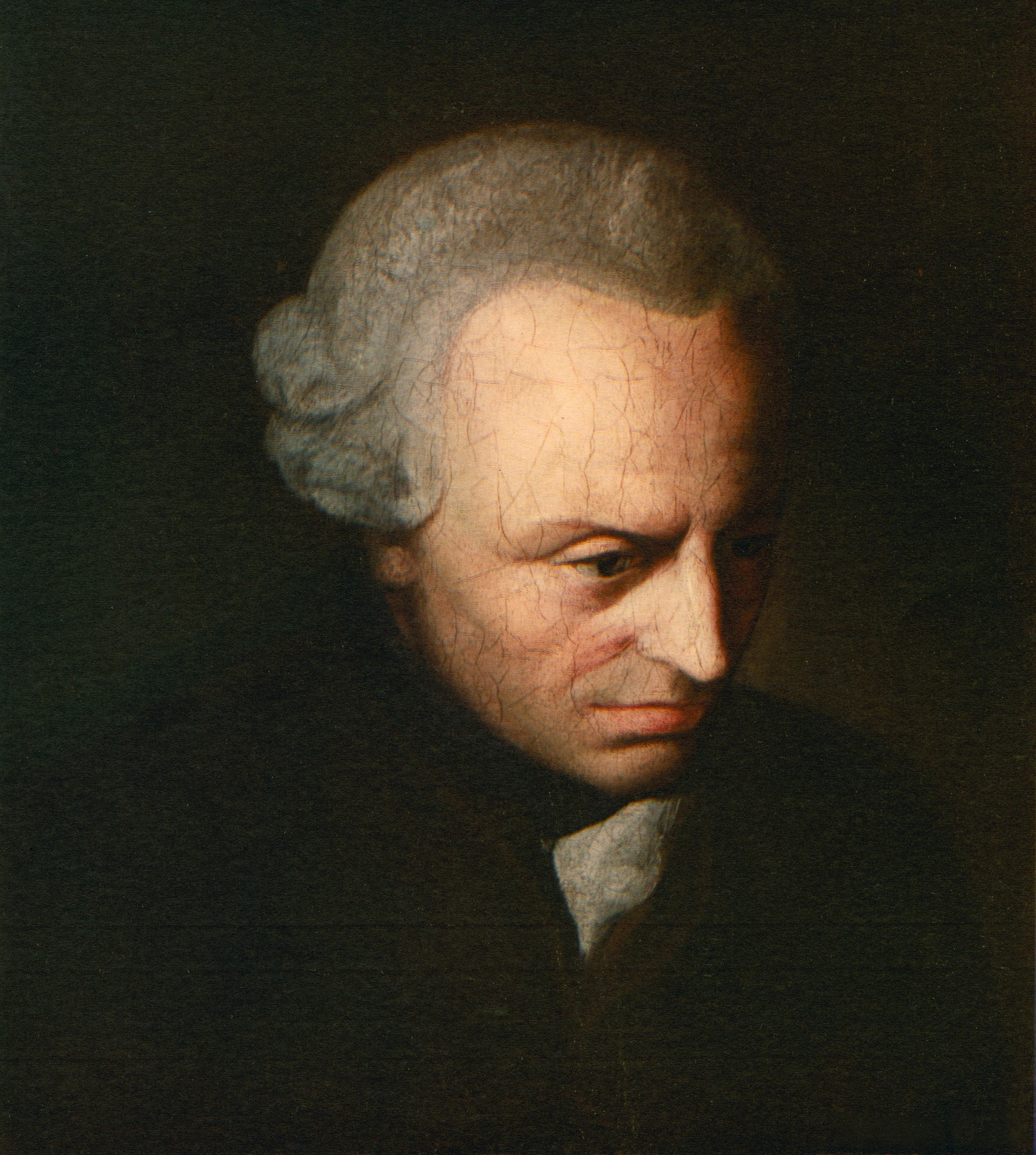
Immanuel Kant, uno dei maggiori filosofi della storia, viene spesso indicato come contributore del pensiero antropologico

Le tradizioni di pensiero moderno che possono essere definite come costituenti una antropologia filosofica, hanno i principali esponenti in Immanuel Kant, Friedrich Hegel, Johann Gottfried Herder, Ralph Waldo Emerson, Friedrich Nietzsche, Max Scheler, Arnold Gehlen e Helmuth Plessner.

### Tematiche
- Essere umano e natura (la specie umana, le teorie dell'evoluzione, la primatologia comparata, l'ecologia umana, la paleoantropologia, l'antropologia molecolare)
- Società e politica
  - politica, la guerra, (la ricerca del potere e dell'autorità)
  - Antropologia economica (economia delle società tradizionali, antropologia dell'impresa)
- Antropologia culturale e Antropologia dei simboli
  - Aspetti simbolici (arte e creatività, simboli gestuali, aspetti visuali, magia e credenze, filosofia e religione)
  - Usanze e rituali (giochi della crescita e sociali, parole e comunicazione, riti, costumi)
  - Corpo (antropologia medica, tecniche corporali)
- Cognizione e mente (educazione, percezione, categorizzazione, teorie della mente)
- Disagi e problematiche esistenziali nell'ambito delle professioni di aiuto (antropologia filosofica, antropologia clinica esistenziale, counseling, consulenza filosofica)
- Modelli e classificazioni sociali (cultura, etnia, identità, ruoli, scambi culturali, reti sociali, gerarchia, generi sessuali)
- Antropologia delle religioni (in prospettive storica e comparata, nella definizione di religione e negli aspetti magici e soprannaturali).

Sono inoltre strettamente collegate le discipline dell'etno-linguistica, che si occupa delle variazioni linguistiche delle diverse società umane, e l'archeologia e la paletnologia, che indagano le società del passato attraverso i resti materiali che esse hanno lasciato ("cultura materiale").